# 加沙群島
加沙群島（：／ Gasa gundo */?）是一個位於大韓民國南海岸的全羅南道西部的群島，行政區劃上分別屬於珍島郡、鳥島面、加沙島里、袈裟島、主之島、兩德島、穴島、松島、廣島。

## 扩展阅读
- 珍島郡 加沙群島[]